# Høvelte Trinbræt
Høvelte Station, populært kaldet Høvelte Trinbræt, er et trinbræt på S-tog's-linjen mellem Birkerød og Allerød. Trinbrættet, som ikke er nævnt i publikumskøreplanen, betjener primært Høvelte Kaserne. Der er kun perron ved det nordgående spor, og det er kun enkelte tog tidlig morgen og sen aften, der standser for at afsætte passagerer.
Vedligeholdelse og kontrol af lys på trinbrættet udføres af Høvelte Kaserne selv.[kilde mangler]